# پائولا لیتون
پائولا لیتون (اسپانیایی: Paula Leitón‎؛ زادهٔ ۲۷ آوریل ۲۰۰۰) بازیکن واترپلو زن اهل اسپانیا است.
وی در مسابقات کشوری و بین‌المللی در مجموع برندهٔ ۱ مدال طلا، ۳ مدال نقره شده‌است.